# Pfarrkirche Höbersdorf

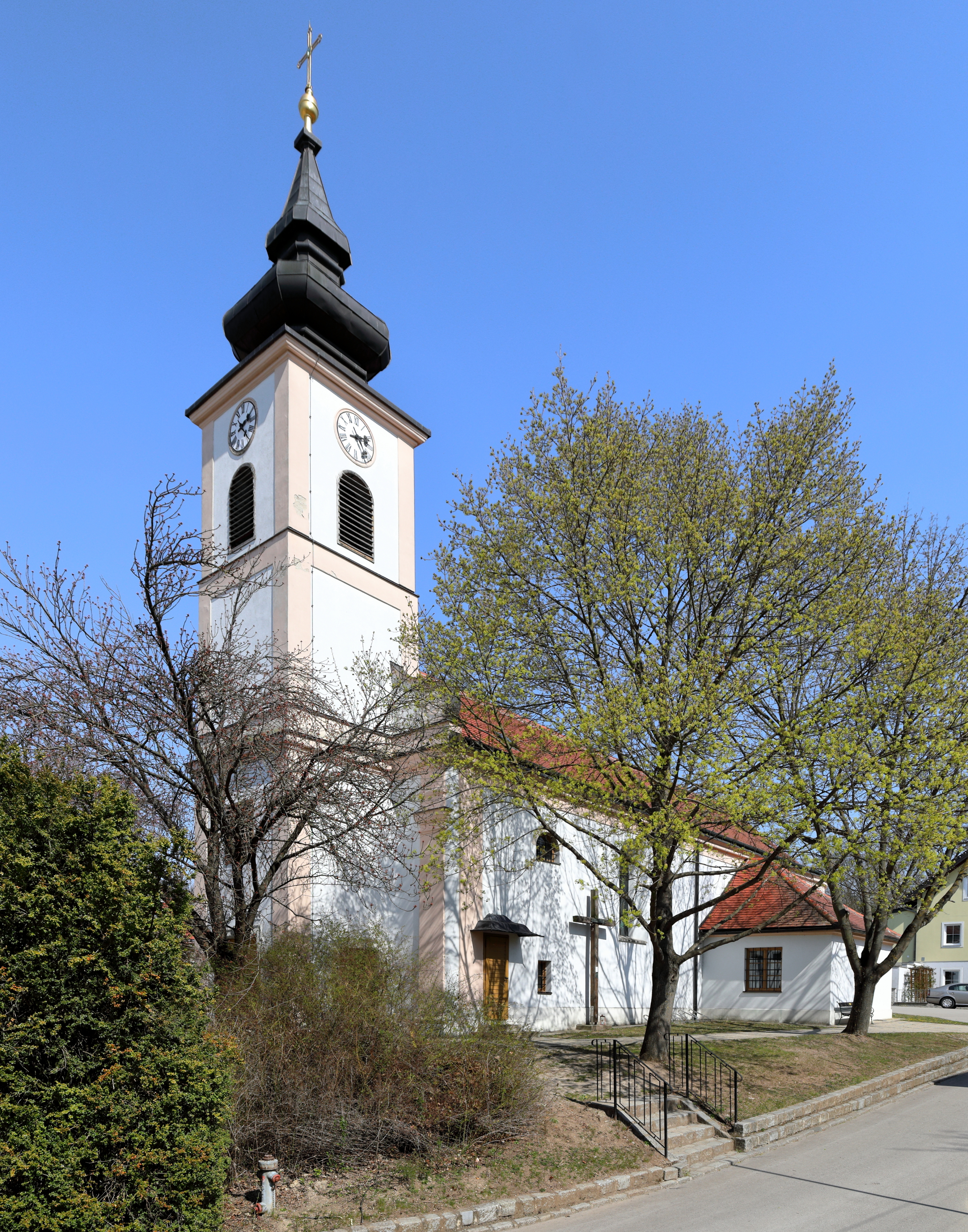
Katholische Pfarrkirche hl. Johannes der Täufer in Höbersdorf

Die römisch-katholische Pfarrkirche Höbersdorf steht in der Achse der ansteigenden Dorfstraße am östlichen Ortsende von Höbersdorf in der Marktgemeinde Sierndorf in Bezirk Korneuburg in Niederösterreich. Die dem Patrozinium des Heiligen Johannes der Täufer unterstellte Pfarrkirche gehört zum Dekanat Stockerau in der Erzdiözese Wien. Die Kirche steht unter Denkmalschutz (Listeneintrag).

## Geschichte
Urkundlich wurde um 1429 eine Pfarre genannt, 1510 war die Pfarre verloren und wurde 1784 neu gegründet.
Der spätbarocke Saalbau mit einem Westturm wurde 1801 erbaut.

## Architektur
Das Kirchenäußere zeigt eine langgestreckte halbkreisförmig geschlossene Saalkirche mit Rundbogenfenstern und Faschengliederung und beidseitigen Anbauten. Der vorgestellte faschengegliederte Fassadenturm ist mit Volutengiebelanschwüngen und eine Gesimsverklammerung in die pilastergegliederte Fassade eingebunden, der Turm trägt einen Zwiebelhelm. Das spätbarocke Rechteckportal nennt 1801.
Das Kircheninnere zeigt einen durchgehenden fünfjochigen Saalraum mit einer Apsis unter einer gedrückten Stichkappentonne mit Stucktondi auf Gurten auf Pilastern. Im Westjoch steht eine Orgelempore mit einer Gitterbrüstung auf toskanischen Säulen. Im vierten Joch gibt es nördlich eine abgefaste Spitzbogenöffnung zu einem seitlichen Anbau, wohl ein Rest der Vorgängerkirche.

## Einrichtung

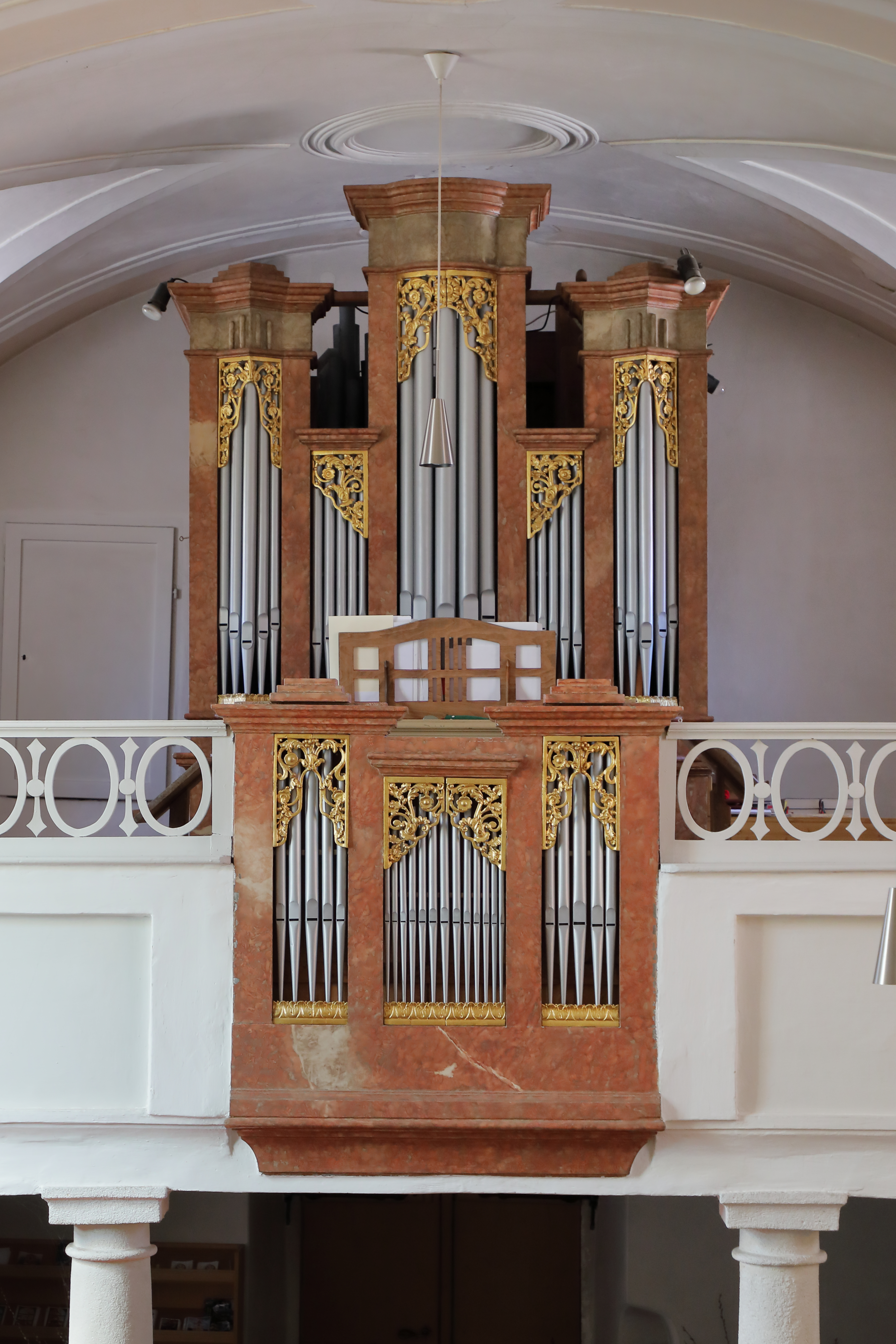
Orgel der Pfarrkirche

Der Hochaltar aus der ersten Hälfte des 19. Jahrhunderts ist ein marmoriertes nachbarockes Pilasterretabel mit einem Volutengiebel, er trägt die Statue hl. Johannes der Täufer aus der zweiten Hälfte des 19. Jahrhunderts. Der Kapellenaltar aus dem Anfang des 19. Jahrhunderts hat ein Pilasterretabel.
Die Orgel mit einem gestaffelten Prospekt und einem Brüstungspositiv entstand in der ersten Hälfte des 19. Jahrhunderts, das Werk mit 10 Registern und 2 Manualen bauten die Gebrüder Rieger 1911.